# Thamnosciadium
Thamnosciadium  (лат.) — монотипный род двудольных растений семейства Зонтичные (Apiaceae), включающий вид Thamnosciadium junceum (Sm.) Hartvig.

## История описания
Таксономическое название Thamnosciadium впервые опубликовано 25 января 1985 года.
Ранее вид Thamnosciadium junceum описывался под названиями Seseli junceum Sm.basionym и Sclerochorton junceum (Sm.) Boiss.. В дальнейшем, на основании изучения строения растения (в особенности морфологии плода) таксон был перенесён в состав нового рода ботаником Пером Хартвигом. Таксономические отношения с другими родами остаются предметом дискуссий. По ряду морфологических особенностей Thamnosciadium близки представителям рода Жабрица (Seseli).

## Распространение и среда обитания
Единственный вид является эндемиком Греции, известным из южной и центральной части страны.
В основном встречаются на осыпях и гравийных склонах

## Ботаническое описание
Многолетние травянистые растения с голым стеблем.
Плоды длиной до 9 мм.
Число хромосом — 2n=22.

## Химический состав
Эфирные масла Thamnosciadium junceum содержат лимонен, терпинолен и другие вещества (всего 71 компонент).